# 内田慶 (プロ雀士)
内田 慶（うちだ けい、1981年8月5日 - ）は、日本の麻雀プロ。日本プロ麻雀協会所属。
元麻将連合所属の認定プロ。競輪選手内田慶とは同姓同名の別人である。

## 略歴
神奈川県海老名市にて、2人兄妹の長男として生まれる。
神奈川県立厚木高等学校卒業後、産業能率大学に入学。在学中にマージャンにのめりこみ、厚木市にあるオクトパス倶楽部に通う。この時専属プロの忍田幸夫と出会い、麻将連合の門を叩くこととなる。
麻将連合にて競技麻将の普及に努める傍ら、中国麻将を基礎とした国際公式ルールの普及にも努めている。
また、2005年から2007年まで101競技連盟にも所属。当時唯一の麻将連合とダブル登録選手として「遺伝子組み換え雀士」と呼ばれた時代があった。
麻将連合代表忍田幸夫に憧れ、2003年同団体のツアー選手として登録。
同期は石原真人。同年、μカップin札幌にて優勝。22歳2か月と当時の最年少優勝記録での電撃優勝で華々しくデビュー。
2006年μリーグに決勝、2007年ビッグワンカップ決勝に出場するも数年は苦しい下積み時代を過ごす。
その後11年のツアー選手期間を経て2014年に将星決定戦、μカップin仙台と立て続けに優勝を決め、2015年に女性初の認定プロ・草場とも子と共に19人目の認定プロとなる。
麻将連合の活動と共に、国際公式ルール（中国麻将）の活動にも積極的に参加をする。
2011年には日本選手権優勝。これを機に日本人代表選手として海外での国際大会へ多数推薦されることなる。
2012年中国青島にて行われた牌王賽出場。
2015年中国海南島で行われた国際麻雀連盟（MIL）主催、第一回ワールド・マージャン・スポーツ・ゲームス出場。
2016年寧波で行われたシャングリラカップ出場。
2016年四川麻将ルールで行われた日中友好対抗戦にて優勝。
2017年中国海南島にて行われたTENCENT麻将トーナメント出場。
同年、中日麻将争覇賽出場、日本チーム優勝に貢献した。同大会はインターネットにて生中継をされた。
また、日本麻将体育協会研究部会により選抜された張建民・青野滋・井出洋介などの選手が出場するリーグ戦形式の競技対局、研究リーグに2012年より所属。2017年同リーグ優勝。
2020年頃麻将連合を退会。2021年より日本プロ麻雀協会に入会した。
キャッチフレーズは「遺伝子組み換え雀士」

## 主なタイトル
- 2003年　μカップin札幌　優勝
- 2006年　μリーグ　第四位
- 2007年　ビッグワンカップ　第三位
- 2011年　日本選手権　優勝（国際）
- 2012年　八翔位決定戦進出
- 2014年　将星決定戦　優勝
- 2014年　μカップin仙台　優勝
- 2017年　μカップin仙台　優勝
- 2017年　日本選手権　優勝（国際）
- 2017年　対局研究リーグ　優勝（国際）

## リンク
- 内田慶 (@idensikumikae) - X（旧Twitter）